# 2 Sudecka Brygada Pancerna

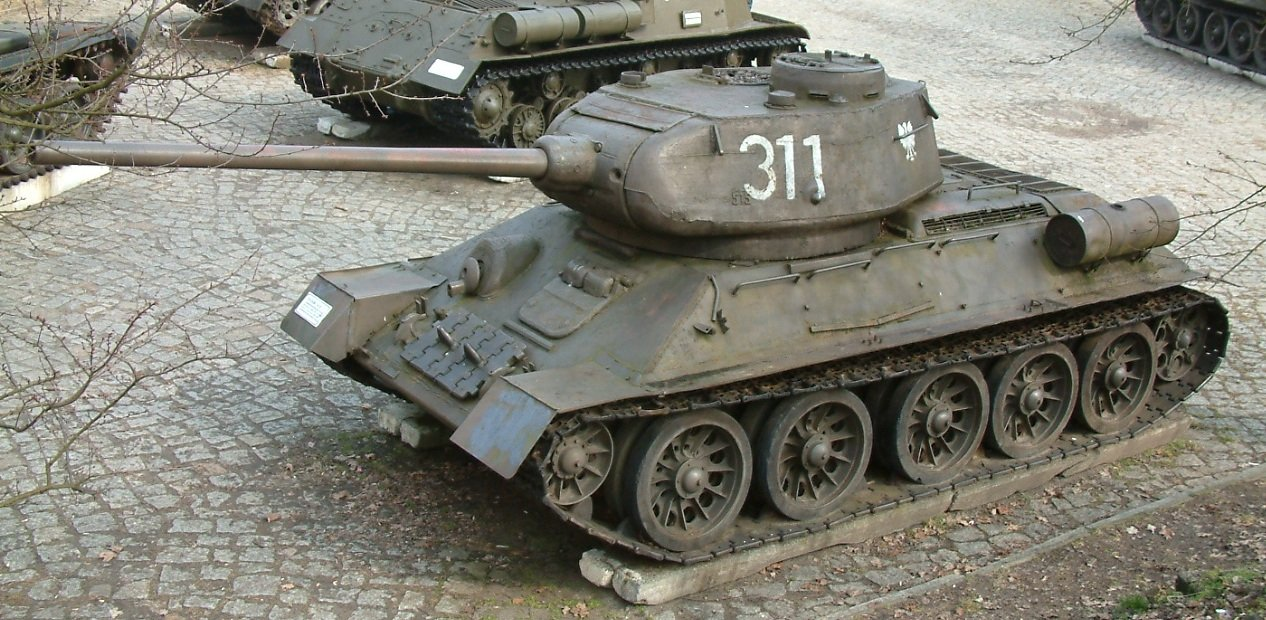
Czołg podstawowy brygady - T-34/85

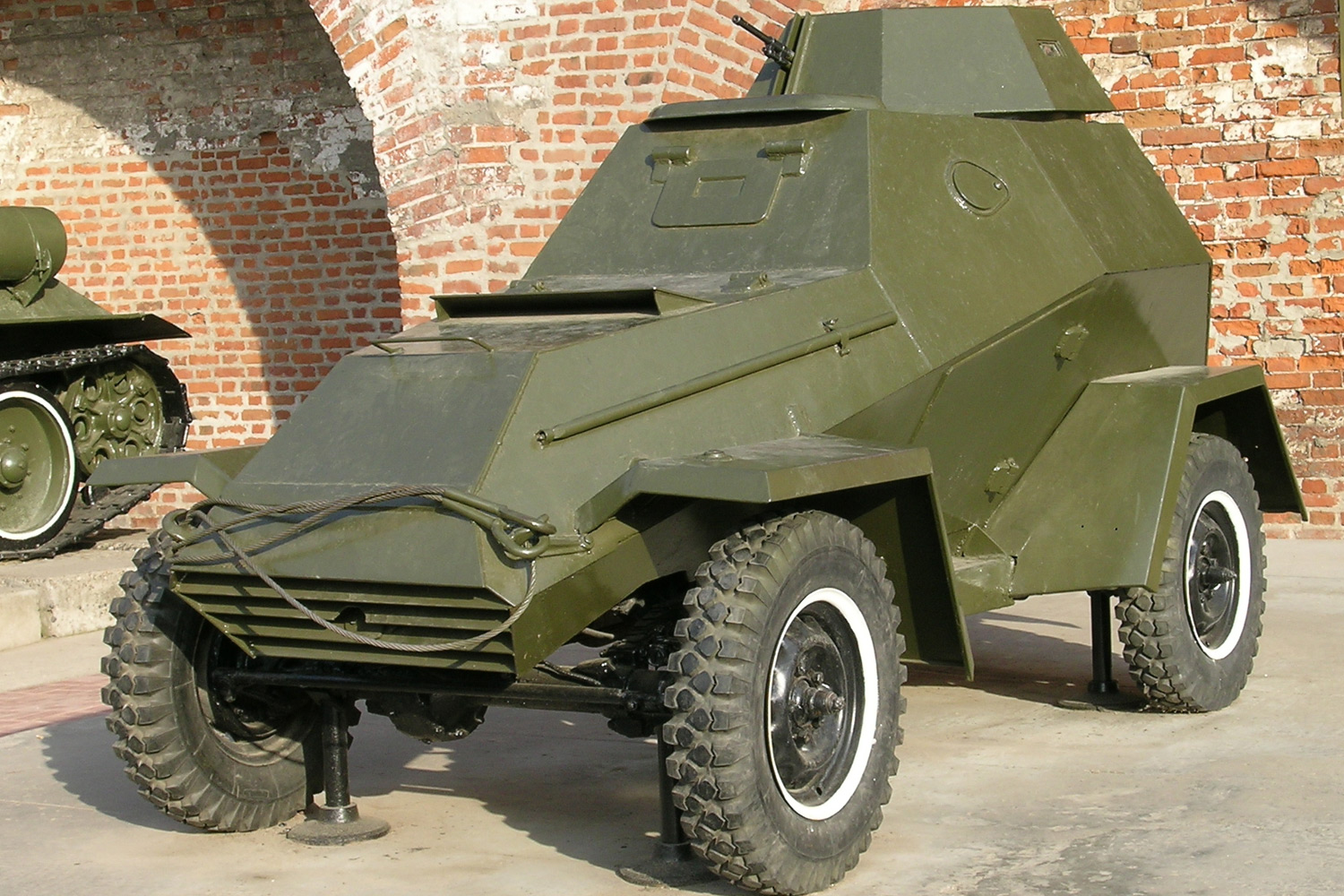
Samochód pancerny dowództwa BA-64

2 Brygada Pancerna (2 BPanc) – oddział broni pancernej ludowego Wojska Polskiego.

## Formowanie i zmiany organizacyjne
Brygada została sformowana w rejonie Osikowa i Agatówki pod Berdyczowem na mocy rozkazu Nr 0153 dowódcy Armii Polskiej w ZSRR z 15 lipca 1944 roku. 21 października 1944 roku w Radzanowie żołnierze brygady złożyli przysięgę. Brygada walczyła w składzie 1 Drezdeńskiego Korpusu Pancernego. Za udział w wojnie odznaczona srebrnym krzyżem orderu Virtuti Militari.
W lutym 1946 roku została przeformowana w 2 pułk czołgów. 2 pułkowi czołgów, kontynuującemu tradycje brygady, nadano miano "Sudeckiego".

## Żołnierze brygady
Dowódcy brygady
- p.o. płk Jan Dunitriew (29 VIII - 6 XI 1944)[3]
- płk Stiepan Wierszkowicz (6 XI 1944 – 1945)[3]

Oficerowie
- Eugeniusz Molczyk
- Edward Łańcucki

## Skład etatowy
- Dowództwo i sztab
- kompania sztabowa
- 3 bataliony czołgów T-34/85
- batalion piechoty zmotoryzowanej
- kompania przeciwlotniczych ckm
- kompania zaopatrzenia technicznego

## Marsze i działania bojowe
Z rejonu Berdyczowa brygadę przesunięto pod Chełm, gdzie 2 lutego 1945 r. otrzymała pierwszy rozkaz bojowy w ramach ofensywy zimowej. Następnie przeszła do rejonu Żyrardów, Grodzisk, skąd została przetransportowana koleją i częściowo udała się marszem do Dzierżążna Wielkiego. W marcu brygada przemieściła się do Myśliborza, a później w okolice Wrocławia. 5 kwietnia przeszła do Sosnówki, skąd udała się przez Dobroszyce, Trzebnicę, Wołów, Kamionkę, Lubień, Chocianów, Bolesławiec, Dobrą nad Nysę Łużycką. 16 kwietnia brygada otrzymała rozkaz do działań w operacji berlińskiej. Miała przeprawić się przez Nysę i nacierać w kierunku Drezna. Nocą z 16 na 17 kwietnia jej przednia straż budowała drogę przez bagno wzdłuż linii kolejowej, rano zaś opanowała Wehrkirch. 18 kwietnia wkroczyła do Niska i osiągnęła Diehsa, walcząc ze stawiającym opór nieprzyjacielem. 19 kwietnia opanowała Weißenberg, jednakże na rozkaz dowódcy 1 KPanc zawróciła i ponownie organizowała obronę Diehsa.
2 batalion został w tym czasie zatrzymany i z rozkazu dowódcy wojsk pancernych Frontu przeszedł do kontrataku nacierając z rejonu Görlitz w kierunku Oedernitz. Po włamaniu się w głąb stanowisk niemieckich został wzięty w krzyżowy ogień czołgów oraz broni pancernej i uległ doszczętnemu zniszczeniu.
20 kwietnia brygada nacierała w kierunku Gebelzig, lecz została zatrzymana i ponownie ściągnięta do Diehsa, a następnie zgrupowała się w rejonie Neu-Bornitz pod Budziszynem. 22 kwietnia otrzymała rozkaz przesunięcia się w kierunku Drezna. Wyparła nieprzyjaciela z Radeberg i powróciła do rejonu Neu-Bornitz, Lubachau. 23 kwietnia otrzymała zadanie opanowania wschodniego brzegu Szprewy i dokonania deblokady okrążonych radzieckich jednostek tyłowych. 25 kwietnia stoczyła zaciętą walkę w Salzenforst, a następnie zgrupowała się w Radibor i Luppa, skąd uderzyła na Königswartha. Dwa dni później zajęła obronę w rejonie Kotten, Woklschank, Reich, gdzie pozostawała do 5 maja.
6 maja uczestnicząc w operacji praskiej brygada przeszła do natarcia. W pościgu za Niemcami zajmując kolejno Bischofswerda, Rückersdorf, Cunnersdorf, Ehrenberg, osiągnęła Kraweře i Mělnik. 13 maja przeszła z Mělnika do Zittau, a następnie przez Bolesławiec do Kalisza.
Na mocy rozkazu nr 0104 z 14 października 1945 r. dowódcy Śląskiego Okręgu Wojskowego 2 BPanc przeszła do dyspozycji Poznańskiego Okręgu Wojskowego. 19 marca 1946 r. w myśl rozkazu nr 033/org. brygada została przeformowana na 2 pcz według etatu nr 5/25.
|  |  |  |

|  |  |

## Kamuflaż i oznakowanie wozów
Wozy bojowe malowano farbą olejną koloru ciemnozielonego. Poszczególne pojazdy mogły różnić się odcieniem, a nawet i kolorem.
Jeśli okoliczności tego wymagały, malowano pojazdy w nieregularne plamy różnej wielkości i kształtu. Obok podstawowego koloru wykorzystywano brąz, czerń lub piaskowy. Taki sposób malowania stosowano jednak sporadycznie.
Zimą wozy bojowe malowano na biało, tzw. bielidłem. Biel nakładano bezpośrednio na ochronną farbę zieloną, przy czym pokrywano nią albo cały pojazd, albo też tylko część jego powierzchni, tworząc nieregularne plamy deformujące kształt. Zamiast farby mogło być używane wapno.
Na wieży malowano orła. Stylizowany, aczkolwiek znacznie uproszczony kształt orła wzorowany był na orle piastowskim. Wysokość orła wahała się od 20 do 40 cm. Znak orła był umieszczony w kole zakreślonym jedną linią białą, dwoma liniami lub też grubą, białą linią przerywaną. Kolejność i miejsce malowania znaku orła oraz numerów taktycznych były podawane w rozkazie dowódcy danej jednostki.
Oznakowanie taktyczne
W 1 KPanc do systemu oznakowania taktycznego włączono również znak godła państwowego. Ponieważ w trzech brygadach pancernych w przyjętym systemie, mimo zastosowania pewnych zróżnicowań, zdarzały się te same numery, o przynależności pojazdu do określonej brygady mówił nie tylko numer, ale także i rodzaj godła oraz miejsce, w którym je namalowano.
Numery taktyczne brygady
dowództwo
2 czołgi T-34-85 — 0001, 0002
- 1 batalion — dowódca — 1000
  - 1 kompania — dowódca — 1100
    - 1 pluton — 1111, 1112, 1113
    - 2 pluton — 1124, 1125, 1126
    - 3 pluton — 1137, 1138, 1139

  - 2 kompania — dowódca 1200
    - 1 pluton — 1211, 1212, 1213
    - 2 pluton — 1224, 1225, 1226
    - 3 pluton — 1237, 1238, 1239
- 2 batalion — dowódca — 2000
  - 1 kompania — dowódca — 2310
    - 1 pluton — 2311, 2312, 2313
    - 2 pluton — 2324, 2325, 2326
    - 3 pluton — 2337, 2338, 2339

  - 2 kompania — dowódca — 2410
    - 1 pluton — 2411, 2412, 2413
    - 2 pluton — 2424, 2425, 2426
    - 3 pluton — 2437, 2438, 2439 .
- 3 batalion — dowódca — 3000
  - 1 kompania — dowódca — 3500
    - 1 pluton — 3511, 3512, 3513
    - 2 pluton — 3524, 3525, 3526
    - 3 pluton — 3537, 3538, 3539

  - 2 kompania — dowódca — 3600
    - 1 pluton — 3611, 3612, 3613
    - 2 pluton — 3624, 3625, 3626
    - 3 pluton — 3637, 3638, 3639